# Brünig-Napf-Reusslinie

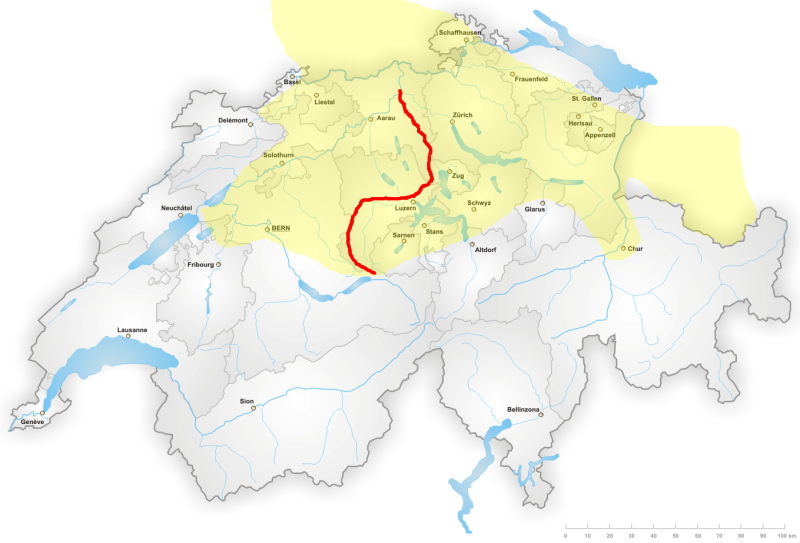
De Brünig-Napf-Reusslinie in het rood. Het gele gebied is het Hoogalemannisch taalgebied.

Kaart van het Hertogdom Zwaben (oranje) en Transjuranië (groen) rond het jaar 1000.

De Brünig-Napf-Reusslinie is een oude culturele grens in Zwitserland die dateert uit de late middeleeuwen.
Deze linie loopt over de Brünigpas, de bergen rond de bergtop Napf en langs de rivier de Reuss en ligt tussen 50 en 100 km ten oosten van de taalgrens tussen het Franse en Duitse taalgebied in Zwitserland, die men ook de Röstigraben noemt.
Op cultureel vlak komt de Brünig-Napf-Reusslinie zowel naar voren in taalverschillen (zoals de isoglosse tussen Westelijk en Oostelijk Hoogalemannisch die verspringt ten westen en ten oosten van de Brünig-Napf-Reusslinie) als in een verschil van gebruiken en gewoonten. Het kaartspel jass bijvoorbeeld, dat in heel Zwitserland populair is, wordt ten westen van de linie met Franse speelkaarten gespeeld (klaveren, harten, ruiten en schoppen) en aan de oostelijke kant van de linie met Duitse speelkaarten (Rosen, Schellen, Eicheln, Schilten). Een ander voorbeeld zijn de runderrassen die voorkomen in Zwitserland. De te onderscheiden gebieden waar de Fleckvieh en de Braunvieh voorkomen, liggen aan weerszijden van de linie.
De Brünig-Napf-Reusslinie dateert uit de late middeleeuwen. Aan de westelijke zijde leefden de Bourgondiërs en aan de oostelijke zijde de Alemannen. De linie loopt dwars door het grondgebied van het hedendaagse Zwitserse kanton Aargau. Deze regio was dan ook eeuwenlang een twistpunt tussen het Hertogdom Zwaben en Transjuranië. De linie loopt tevens door het hedendaagse kanton Luzern.